# الش متیو
الش متیو (انگلیسی: Aleš Matějů؛ زادهٔ ۳ ژوئن ۱۹۹۶) بازیکن فوتبال اهل جمهوری چک است.
از باشگاه‌هایی که در آن بازی کرده‌ است می‌توان به باشگاه فوتبال ویکتوریا پلزن و باشگاه فوتبال برشا اشاره کرد.
وی همچنین در تیم‌های ملی فوتبال زیر ۲۱ سال جمهوری چک، و جمهوری چک بازی کرده‌است.